# Gnopharmia melanotaenia
Gnopharmia melanotaenia är en fjärilsart som beskrevs av Eugen Wehrli 1938. Gnopharmia melanotaenia ingår i släktet Gnopharmia och familjen mätare. Inga underarter finns listade i Catalogue of Life.